# Эрги-Барлык
Эрги-Барлык (тув. Эрги-Барлык) — село в Барун-Хемчикского кожууне Республики Тыва. Административный центр и единственный населённый пункт Эрги-Барлыкского сумона.

## География
Село находится у каналов Чаа-Барлык, Аптыралаг-Тей, вблизи административной границы с Бай-Тайгинским районом.
Улицы
ул. Барлык, ул. Мандат-оол Кара-Сал, ул. Сайзырал, ул. Самбуу, ул. Степная, ул. Урожай, ул. Эрик.
К селу административно принадлежат местечки (населённые пункты без статуса поселения): м. Азалыг, м. Ак-Хаялыг-Сайыр, 668040 м. Ак-Хем, м. Алдыы-Бугаш, м. Аржаан, м. Барлык, м. Берт-Даг-Боом, м. Боом-Адаа, м. Бугалыг-Бут, м. Даг-Баары, м. Донгул, м. Доора-Хову, м. Дыттыг-Хая, м. Кара-Озен, м. Кара-Шаараш, м. Карар-Эрик, м. Кодай, м. Кок-Тей, м. Кыдыы-Шыраа-Булак, м. Кызыл-Даг-Дозу, м. Кызыл-Эрик, м. Мажалык, м. Ортаа-Бугаш, 668048 м. Ортен-Хову, 668048 м. Полевой Стан-1, м. Полевой Стан-2, м. Суглуг-Ой, м. Сукпак-Тайга, м. Сыык-Кежиг, м. Талдыг-Адыр, м. Тас-Даг, м. Теве-Хая, м. Тестиг-Озен, м. Тожектиг-Алаак, м. Устуу-Бугаш, м. Хапчык-Арга, м. Чаа-Барлык, м. Чаачай, 668049 м. Чангыс-Хадын, м. Час-Адыр, м. Час-Адыр-Аксы, м. Чер-Тей, м. Чечектиг, м. Чинге-Даш, м. Чолдак-Шыраа-Булак, м. Шала-Бугаш, м. Шарлан-Орук, м. Шивилиг-Хонаш, м. Шол, м. Шолдээ-Тей, м. Шолук-Хову, м. Эмиглиг-Кожагар, м. Эрээн, м. Ээр-Каът.
Географическое положение
Расстояние до:
районного центра Кызыл-Мажалык: 26 км.
краевого центра: Кызыл 296 км.
Ближайшие населенные пункты
Шуй 6 км, Тээли (Бай-Тайга) 16 км, Дон-Терек 19 км, Аксы-Барлык (Алдын-Булак) 20 км, Кызыл-Даг 23 км, Барлык 24 км, Бижиктиг-Хая 24 км, Кызыл-Мажалык 26 км..

## Население
| 2002  | 2010  | 2011  | 2012  | 2013  | 2014  | 2015  |
| ----- | ----- | ----- | ----- | ----- | ----- | ----- |
| 1589  | ↗1618 | ↘1614 | ↘1595 | ↘1562 | ↘1546 | ↘1537 |
| 2016  | 2017  | 2018  | 2019  | 2020  | 2021  |       |
| ↘1500 | ↗1518 | ↘1515 | ↘1514 | ↗1530 | ↘1512 |       |

## Известные жители
партийный и государственный деятель Республики Тыва Монгуш Какыйлаевич Шыырап

## Инфраструктура
Средняя общеобразовательная школа, детский сад Хунчугеш, музей села.
Администрация села Эрги-Барлык

## Транспорт
Автодорога местного значения. Строительство дороги в Эрги-Барлык было предусмотрено в 2016 году